# Apopestes obscura
Apopestes obscura är en fjärilsart som beskrevs av Arnold Spuler 1907. Apopestes obscura ingår i släktet Apopestes och familjen nattflyn. Inga underarter finns listade i Catalogue of Life.